# Taczanowski's grondtiran
De Taczanowski's grondtiran (Muscisaxicola griseus) is een zangvogel uit de familie Tyrannidae (tirannen). Deze vogel is genoemd naar de Poolse ornitholoog Wladyslaw Taczanowski.

## Verspreiding en leefgebied
Deze soort komt voor in Peru en Bolivia.

## Status
De grootte van de populatie is niet gekwantificeerd maar de soort wordt omschreven als vrij algemeen. Op de Rode lijst van de IUCN heeft deze soort de status niet bedreigd.